# Hatfield (Arkansas)
Pour les articles homonymes, voir Hatfield.
Hatfield est un village situé dans l’État américain de l'Arkansas, dans le comté de Polk.